# Marta Flores
Marta Mateos de Paz (Barcelona, 8 de gener de 1913 - Barcelona, 18 de febrer de 2005), coneguda amb el sobrenom artístic de Marta Flores, fou una actriu catalana que va aparèixer a més de noranta produccions durant la seva extensa carrera. Als anys trenta i quaranta Flores fou actriu protagonista de pel·lícules com Romeu i Julieta. A poc a poc va perdre protagonisme i passà a fer paper secundaris.

## Carrera professional
Marta Flores inicià la seva trajectòria professional damunt dels escenaris. Als tretze anys ja feia obres no professionals. Poc tardà en professionalitzar-se, als disset anys ja treballava en companyies com les d'Enric Guitart i Antoni Herrero. L'any 1936 començà com a actriu de doblatge, per a la Metro-Goldwyn-Mayer, i debutà al cinema, al film Los héroes de barrio (1936) d'Armando Vidal. Va posar veu a artistes com Esther Williams, Lana Turner, Jane Wyman i Jessica Tandy, entre d'altres. El primer cop que utilitza el sobrenom de Marta Flores fou a Romeu i Julieta (1940) de Josep Maria Castellví, on interpretà el seu primer paper protagonista. També fou col·laboradora de revistes com Cinema on va escriure de 1946 a 1948. L'any 1949 Flores es traslladà a Argentina on si està set anys. A Amèrica Llatina col·laborar amb ràdio, televisió i cinema. En tornà a Catalunya continuà vinculada amb el cinema. Va aparèixer a programes de TVE com Estudio 1 i Noches de sábado. L'any 1978 va deixar el teatre. Més tard fundà la seva propia agencia de representació d'intèrprets.

## Filmografia seleccionada
- 1936. Los héroes del barrio. Dirigida per Armando Vidal
- 1936. Usted tiene ojos de mujer fatal. Dirigida per J. Parellada
- 1940. Romeu i Julieta. Dirigida per Josep Maria Castellví
- 1941. Melodias prohibidas. Dirigida per Francesc Gibert
- 1941. El 13.000. Dirigida per Ramon Quadreny
- 1941. El sobre lacrado. Dirigida per Francisco Gargallo
- 1942. Goyescas. Dirigida per Benito Perojo
- 1943. Fin de curso. Dirigida per Iganci F. Iquino
- 1945. Tamara o la hija del circo. Dirigida per Julián Torremocha
- 1948. Vida en sombras. Dirigida per Llorenç Llobet i Gràcia
- 1948. Don Juan de Serrallonga. Dirigida per Ricard Gascón
- 1950. Brigada criminal. Dirigida per Iganci F. Iquino
- 1953. Misión extravagante. Dirigida per Ricard Gascón
- 1953. Milagro en la ciudad. Dirigida per Joan Xiol i Marchal
- 1955. Serenata en México. Dirigida per Chano Urueta
- 1958. Un vaso de whisky. Dirigida per Julio Coll
- 1958. El niño de las monjas. Dirigida per Iganci F. Iquino
- 1958. La tirana. J. de Orduña
- 1959. Miss Cuplé. Dirigida per Pedro Lazaga
- 1960. La mentira tiene cabellos Ojos. Dirigida per Antonio Isasi-Isasmendi
- 1961. No dispares contra mí. Dirigida per Josep María Nunes
- 1963. Vida de familia. Dirigida per José Luis Font
- 1964. El hijo de Gabino Barrera. Dirigida per René Cardona
- 1964. El zurdo. Dirigida per Arturo Martínez
- 1965. Estambul 65. Dirigida per Antonio Isasi-Isasmendi
- 1967-68. Elisabet. Dirigida per A. Martí
- 1974. La llarga nit de juliol. Dirigida per L. J. Comeron
- 1975-76. La ciutat cremada. Dirigida per A. Ribas
- 1979. La verdad sobre el caso Savolta. A. Drove
- 1984. Una rosa al viento. Dirigida per Miquel Iglesias
- 1985. Crónica sentimental en rojo. Dirigida per Francesc Rovira i Beleta
- 1988. L'aire d'un crim. Dirigida per Antonio Isasi-Isasmendi

## Reconeixements
- 1984. Medalla d'or de la Germandat del Cinema
- 1996. Medalla d'or de l'Acadèmia de les Arts i les Ciències Cinematogràfiques d'Espanya